# Santa Lucía (Tucumán)
Santa Lucía is een plaats in het Argentijnse bestuurlijke gebied Monteros in de provincie Tucumán. De plaats telt 5.588 inwoners.